# Il mattatore (racconto)
Il mattatore (The Darfsteller), tradotto in italiano anche col titolo Il prim'attore, è un racconto di fantascienza dell'autore americano Walter M. Miller del 1955, vincitore del Premio Hugo per il miglior racconto.

## Storia editoriale
Il racconto apparve per la prima volta sul numero del gennaio 1955 della rivista Astounding Science Fiction; fu poi raccolto in volume a partire dal 1962. La prima edizione italiana fu, nel 1965, su un numero della collana Gamma dedicata ai Premi Hugo. Fu poi incluso in altre raccolte di fantascienza e nel volume della collana I Massimi della Fantascienza dedicato a Walter M. Miller, assieme al romanzo Un cantico per Leibowitz e agli altri racconti Benedizione oscura e  Umani a condizione.

## Trama
Nel XXI secolo a recitare nei teatri di categoria inferiore non sono più attori in carne e ossa ma manichini robotici molto realistici, nei quali vengono caricate le personalità di attori reali registrate su nastri magnetici e che vengono diretti da un cervello elettronico detto "il Maestro".
Ryan Thornier è un attore fallito ridottosi a fare l'uomo delle pulizie in un teatrucolo pur di restare a contatto con il palcoscenico. Dopo l'ennesima vessazione da parte del direttore del teatro, il signor D'Uccia, Ryan decide di vendicarsi sabotando la rappresentazione successiva. Fa sparire il nastro dal manichino del protagonista e lo sostituisce con quello di un generico in modo che la sua interpretazione sia insoddisfacente: questa mancanza di spessore viene notata durante le prove, così l'impresaria prega Ryan affinché assuma lui il ruolo del protagonista, che aveva già interpretato in passato. Ryan coglie l'occasione per trasformarla nel suo "canto del cigno": siccome è previsto che nell'ultimo atto il personaggio protagonista sia ucciso da un colpo di pistola, egli sostituisce le cartucce a salve con pallottole vere in modo da morire sulla scena, confidando che ciò scuoterà l'opinione pubblica.
Il primo atto è molto difficile per Ryan, un po' per l'emozione di calcare di nuovo il palcoscenico, un po' perché il manichino della protagonista ha le fattezze di Mila, sua vecchia partner presente in sala, un po' perché la sua recitazione non si conforma alla direzione del Maestro sui manichini-attori. Negli atti successivi riesce a recuperare un rapporto empatico col pubblico neutralizzando il Maestro grazie all'improvvisazione di alcune battute; giunto al momento culminante, non è più disposto a sacrificare la propria vita. Non riesce a evitare completamente lo sparo, ma sopravvive.
In ospedale, Mila lo esorta a rassegnarsi al fatto che il tipo di teatro che amava è morto, e ad adattarsi ai tempi nuovi, che in fondo è ciò che l'umanità ha sempre fatto.

## Edizioni
- (EN) Walter M. Miller, jr., The Darfsteller, in Astounding Science Fiction, vol. 54, n. 5, gennaio 1955,  pp. 10-55.
- Walter M. Miller, Il mattatore, in Valentino De Carlo (a cura di), I premi Hugo presentati da Isaac Asimov, traduzione di Ugo Fossati, n. 3, Edizioni Gamma, dicembre 1965.
- Walter M. Miller, Il mattatore, in Valentino De Carlo (a cura di), I premi Hugo. Volume primo (1955/1961), traduzione di Valentino De Carlo, n. 14, De Carlo Editore, 1974.
- Walter M. Miller, Il mattatore, in I premi Hugo 1955-1975, traduzione di Valentino De Carlo, n. 4, Grandi Opere Nord, Editrice Nord, 1978.
- Walter M. Miller, Il mattatore, in I premi Hugo 1955-1975, traduzione di Valentino De Carlo, n. 4, Grandi Scrittori di Fantascienza, Milano, Euroclub, 1980.
- Walter M. Miller, Un cantico per Leibowitz; Benedizione oscura; Umani a condizione; Il mattatore, traduzione di Ugo Fossati, I Massimi della Fantascienza 17, Milano, Mondadori, 1988.
- Walter M. Miller, Il prim'attore, in Le grandi storie della fantascienza 17 (1955), traduzione di Valentino De Carlo, Grandi Scrittori di Fantascienza, Cornaredo, Armenia, 1988.
- Walter M. Miller, Il mattatore, in I premi Hugo 1955-1962, traduzione di Valentino De Carlo, n. 201, Milano, Mondadori, 1993.
- Walter M. Miller, Il mattatore, in Le grandi storie della fantascienza. Premi Hugo 1955-1963, traduzione di Valentino De Carlo, Oscar Fantascienza 112, Milano, Mondadori, 1994, ISBN 8804376325.
- Walter M. Miller, Il prim'attore, in Le grandi storie della fantascienza 17, traduzione di Giampalo Cossato e Sandro Sandrelli, I Grandi Tascabili Bompiani 612, Milano, Bompiani, 1999, ISBN 8845239829.